# Saint-Avold
Saint-Avold [sɛ̃t‿avɔld] (deutsch Sankt Avold, lothringisch Sänt Avuur) ist eine französische Stadt mit 14.828 Einwohnern (Stand 1. Januar 2022) im Département Moselle in der Region Grand Est (bis 2016 Lothringen). Sie liegt im Arrondissement Forbach-Boulay-Moselle und im Kanton Saint-Avold. Die Einwohner von Saint-Avold nennen sich Naboriens oder Saint-Avoldiens.

## Geographie
Die Stadt liegt in Lothringen am rechten Ufer der Rossel und an der Straße von Metz nach Saarbrücken, 19 Kilometer südwestlich von Forbach.

## Geschichte
509 erbaute der irische Mönch Fridolin von Säckingen auf dem Gebiet des heutigen Saint-Avold ein kleines Gotteshaus, bevor er später das Kloster Säckingen gründete. Sigebald, Bischof von Metz, ließ um 720 hier eine Abtei errichten. Am 24. August 765 brachte sein Nachfolger Chrodegang, Minister von Karl Martell und Pippin dem Kurzen, Reliquien der Heiligen Nabor und Felix in die Abtei. In der Folge entwickelte sich um die Abtei St. Nabor (lat. „Monasterium Sancti Naboris“), die als Wallfahrtsort besucht wurde, eine Siedlung, die den Namen der Abtei übernahm. Infolge von Namensabschleifung wurde im lokalen rheinfränkischen Dialekt aus „Sankt Nabor“ „Santerfor“, was im Französischen später zu „Saint-Avaux“ wurde. Ab dem Jahr 1750 wurde daraus die amtliche Rechtschreibung „Saint-Avold“.
Mit der Vogtei über Homburg und Sankt Avold waren seit etwa 1160 die Grafen von Saarbrücken belehnt. Die Stadt entwickelte sich zu einem blühenden Handelszentrum. Um 1300 wurde eine gotische Kirche erbaut. 1313 wurde das erste Krankenhaus eröffnet. 1327 wurde die Stadt befestigt. 1534 übernahmen die Bürger die Stadtverwaltung.

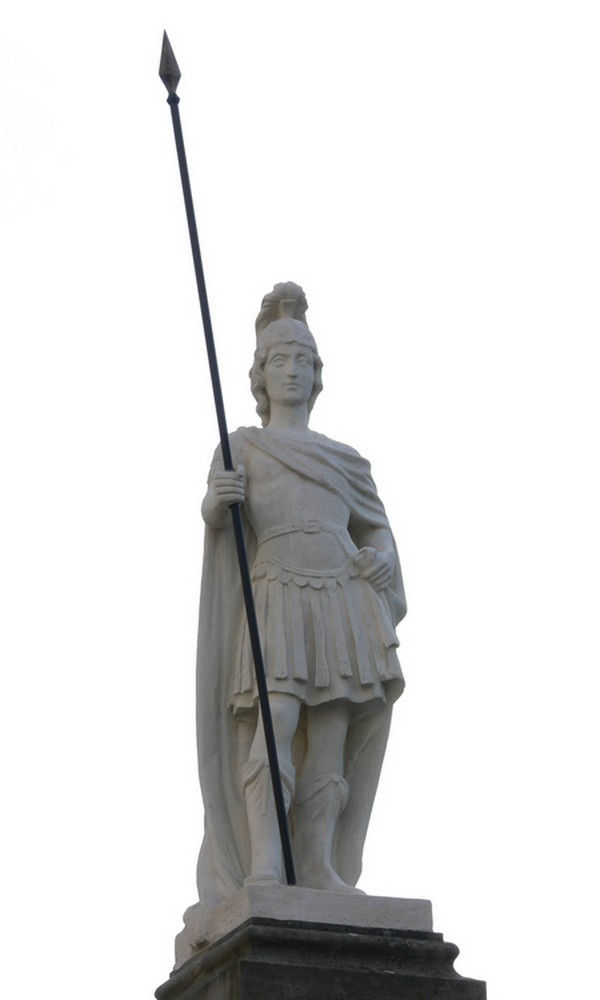
Saint-Nabor-Statue

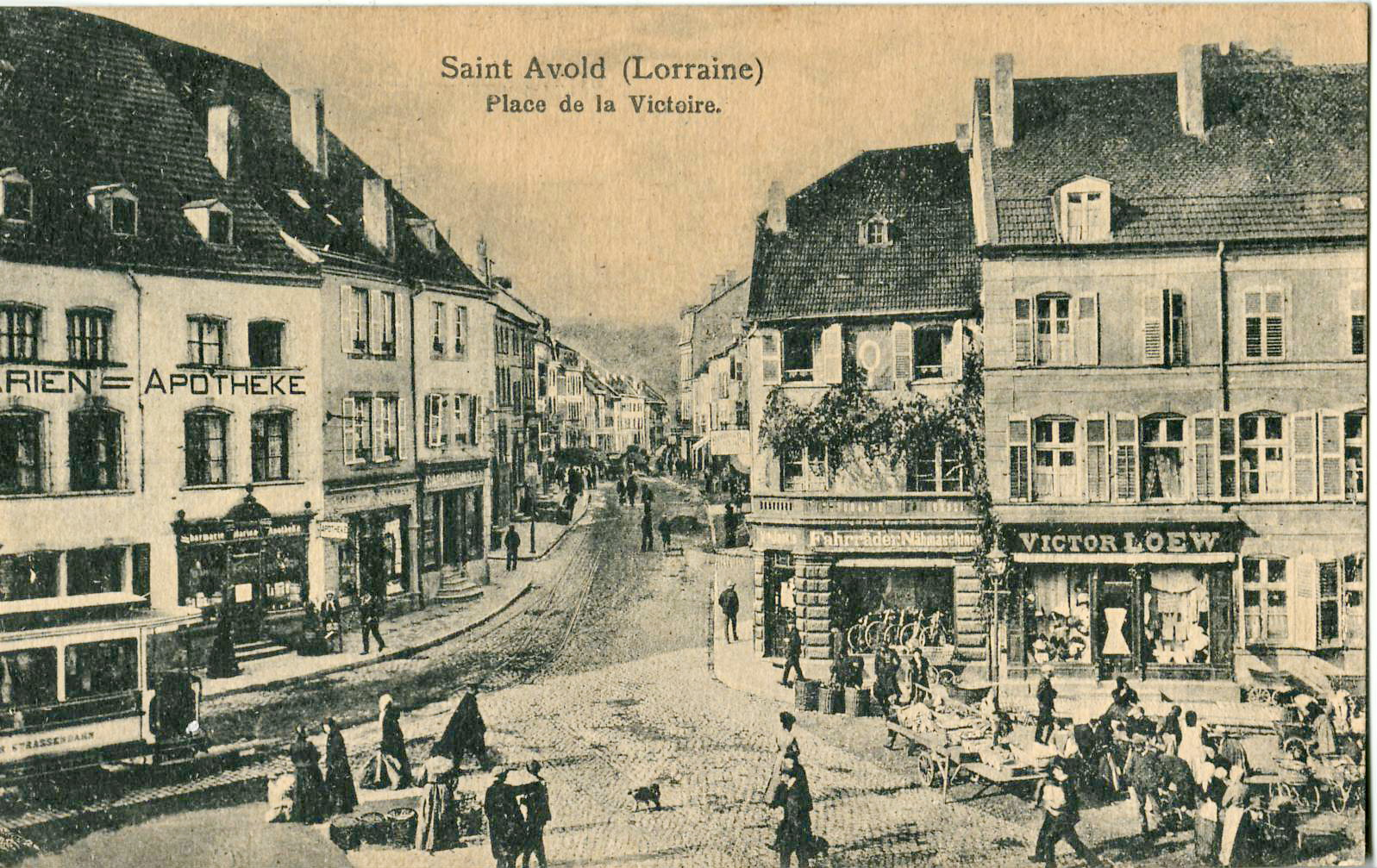
Place de la Victoire um 1920

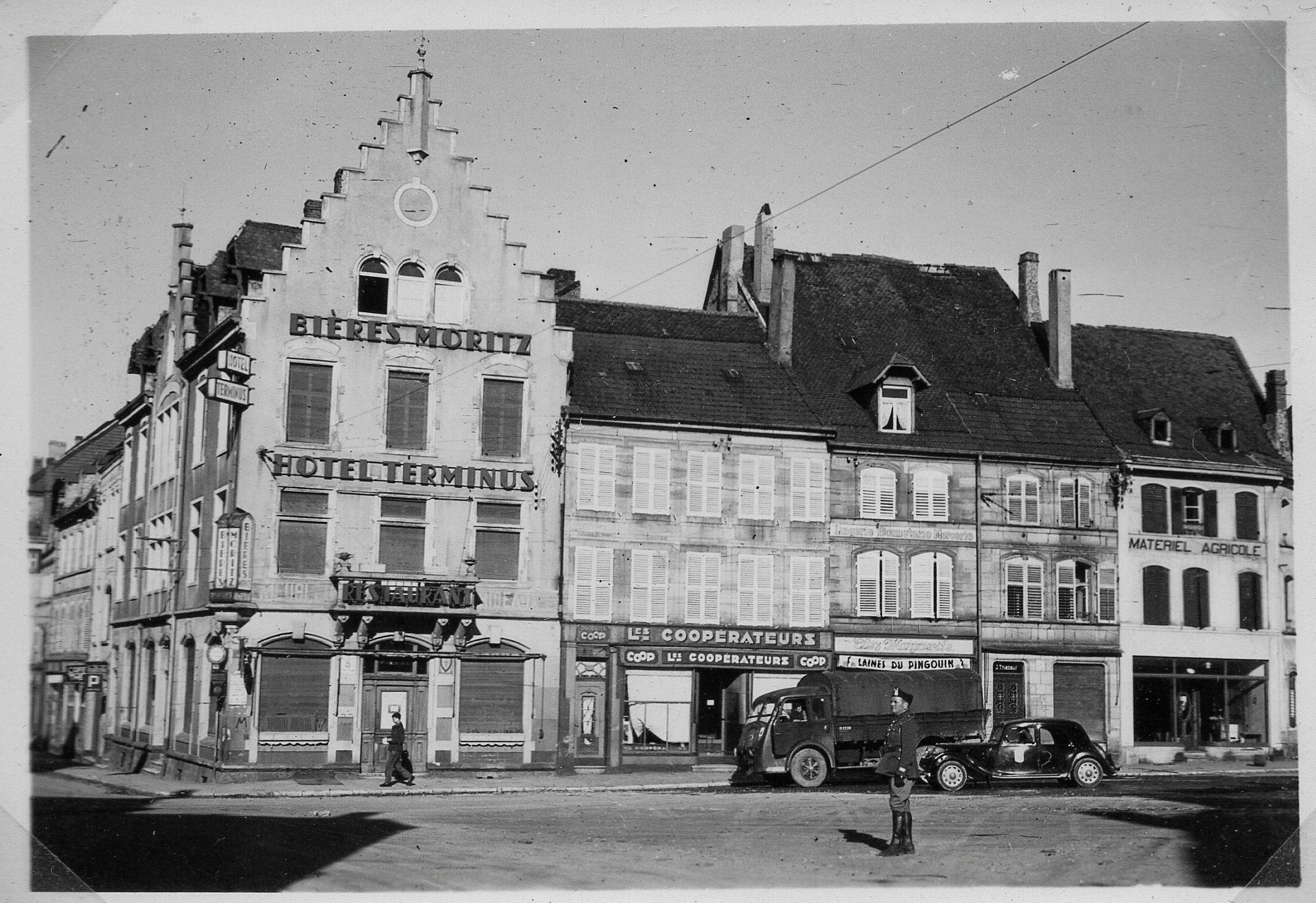
Place de la Victoire während des Sitzkriegs vor der deutschen Besetzung, März 1940

Im Jahr 1572 verkaufte der Metzer Fürstbischof Sankt Avold, Homburg und zugehörige Liegenschaften für 38.000 Gulden an den Herzog von Guise, und dieser verkaufte es 1581 für 280.000 Livres tournois an Herzog Karl von Lothringen. Der Dreißigjährige Krieg setzte Sankt Avold stark zu: 1656 wurden nur noch 18 Einwohner gezählt (gegenüber 1800 im 16. Jahrhundert). Nachdem die lothringischen Fürsten seit 1633 in kriegerische Auseinandersetzungen mit Frankreich verwickelt worden waren und die Stadt mehrfach unter französische Kontrolle geraten war, wurde im Frieden von Rijswijk 1697 das Herzogtum Lothringen wiedererrichtet. Es folgte noch der Vertrag von Paris 1718, bis schließlich im Frieden von Wien 1738 vereinbart wurde, dass durch einen Gebietstausch ganz Lothringen Frankreich einverleibt werden solle.
1751 wurde die Stadt der Bailliage Boulay zugeschlagen. Im Jahr 1794, während der Französischen Revolution, wurde die Stadt im Gefolge antikirchlicher Tendenzen in Rosselgène (dt. Rosselquelle) umbenannt. 1814 richtete General Blücher sein Quartier in Saint-Avold ein. Bis 1818 war Saint-Avold von bayerischen Truppen besetzt.
Im 19. Jahrhundert profitierte Sankt Avold von der einsetzenden Industrialisierung. Dennoch wanderte ein Großteil der Bevölkerung aufgrund von Epidemien und Hungersnöten nach Amerika aus, vor allem in den Jahren 1818, 1849 und 1866. 1851 wurde die Eisenbahnverbindung nach Metz (Forbacher Bahn) eröffnet, 1852 nach Saarbrücken. Bei Carling wurden große Kohlevorkommen entdeckt, 1862 nahm das erste Bergwerk seinen Betrieb auf. Erneut begann eine Zeit des wirtschaftlichen Aufschwungs.
Von 1871 bis 1918 gehörte Sankt Avold zum Deutschen Reich. Die Stadt lag im lothringischen Kreis Forbach und wurde preußische Garnison: Dort war ab 1886 das Ulanen-Regiment Nr. 14 stationiert. 1890 kam das Feld-Artillerie-Regiment Nr. 33 hinzu, 1899 durch das Feldartillerie-Regiment Nr. 69 abgelöst. 1897 wurde das Infanterie-Regiment Nr. 173 mit Garnison St. Avold aufgestellt. 1908 fand hier das Kaisermanöver zwischen dem XV. und dem Gardekorps vor dem obersten Kriegsherrn statt. Kurz vor Ausbruch des Weltkriegs kam noch das Jäger-Regiment zu Pferde Nr. 12 hinzu.
1910 hatte Sankt Avold 6400 Einwohner, davon 2500 Soldaten. Im Ersten Weltkrieg war St. Avold auch Ausbildungsstandort für z. B. das 1. Ersatz-Bataillon des Infanterie-Regiments 173. (s. „Der kleine Adolf – Die Geschichte(n) meines Großvaters“ von Achim Amme.)
Auch nach 1918 blieb Sankt Avold Garnisonsstadt. Ab 1928 wurde in unmittelbarer Nähe die Maginot-Linie errichtet. Im Zweiten Weltkrieg wurde Saint-Avold 1940 vom Deutschen Reich besetzt und wieder Sankt Avold benannt. Es gehörte zum faktisch annektierten CdZ-Gebiet Lothringen, hier erhielt es den Status einer Kreisstadt (Landkreis Sankt Avold). Am 27. November 1944 nahm die unter General Patton kämpfende 3. US-Armee Sankt Avold ein. Der Cimetière militaire américain von Saint-Avold ist der größte US-Soldatenfriedhof in Europa mit den Gräbern von 10.489 US-Soldaten.
Nach 1945 erfolgte dank der Kohle ein rascher Wiederaufbau. Zwischen 1945 und 1966 wuchs die Bevölkerung von 7000 auf 18.000. In Carling siedelte sich erfolgreich die petrochemische Industrie an. Dort wurde auch das Kohlekraftwerk Émile-Huchet (1873 MW installierte Nennleistung) errichtet, das inzwischen auch zwei gasgetriebene Kraftwerksblöcke hat. Die 1971 fertiggestellte A 4 zwischen Metz und Saarbrücken trug zum Aufschwung bei.

### Demographie
| Jahr | Einwohner | Anmerkungen |
| ---- | --------- | --- |
| 1793 | 2900      | [ 7 ] |
| 1806 | 2726      | [ 7 ] |
| 1821 | 2972      | [ 7 ] |
| 1841 | 3146      | [ 7 ] |
| 1861 | 3288      | [ 8 ] [ 9 ] |
| 1866 | 2925      | [ 10 ] [ 7 ] |
| 1871 | 2561      | ohne die Garnison (282 Mann), auf einer Fläche von 4096 ha, in 383 Häusern mit 654 Familien, davon 64 Evangelische, sechs Mennoniten und 99 Juden    |
| 1872 | 2840      | am 1. Dezember, in 383 Häusern |
| 1880 | 3087      | am 1. Dezember, auf einer Fläche von 3159 ha, in 373 Häusern, davon 2235 Katholiken, 727 Evangelische und 120 Juden                                  |
| 1885 | 3374      | nach anderen Angaben 2943 Einwohner |
| 1890 | 3374      | mit der Garnison (907 Mann), in 399 Häusern mit 670 Haushaltungen, davon 2241 Katholiken, 998 Protestanten, drei sonstige Christen und 132 Juden     |
| 1905 | 7979      | mit der Garnison (ein Infanterieregiment Nr. 173, vier Schwadronen Ulanen Nr. 14 und ein Feldartillerieregiment Nr. 69), meist katholische Einwohner |
| 1910 | 6400      | auf einer Fläche von 3163 ha |

| Jahr      | 1962   | 1968   | 1975   | 1982   | 1990   | 1999   | 2007   | 2019   |
| Einwohner | 15.247 | 16.280 | 17.955 | 16.485 | 16.533 | 16.925 | 16.611 | 15.415 |

### Sprachen
Auf dem Gebiet der Stadt Saint-Avold werden mehrere Sprachen verwendet. Die wichtigsten sind:
- Französisch (Amtssprache)
- Deutsch oder Hochdeutsch in Publikationen, Gottesdienstsprache und -gesang
- Der rheinfränkische Ursprungsdialekt St. Avolds und seiner Umgebung ist aktuell stark rückläufig und im Aussterben begriffen. Im Jahr 1794 verbot ein Gesetz jede Amtshandlung in einer anderen Sprache als Französisch. In St. Avold wurde von diesem Gesetz allerdings nicht durchgängig Gebrauch gemacht. Seit der Mitte des 19. Jahrhunderts verbreitete sich die französische Sprache zunehmend, während die Gottesdienste und der Religionsunterricht deutschsprachig blieben. In der Oberschicht St. Avolds wurde der rheinfränkische Dialekt zugunsten der französischen und deutschen Hochsprache tendenziell abgelehnt. Somit sank das Rheinfränkische zur Sprache der einfachen Leute und des Alltags herab.

Mit der Angliederung St. Avolds an das Deutsche Kaiserreich im Jahr 1871, der Abwanderung profranzösischer Bewohner und der Zuwanderung von Menschen aus dem deutschen Sprachraum verstärkte sich der deutschsprachige Aspekt wieder in der Stadt. Seit dem Jahr 1872 wurde der Schulunterricht ausschließlich in deutscher, das heißt hochdeutscher, Sprache abgehalten. Das „Platt“ blieb weiterhin die Sprache des Alltags. Im Jahr 1902 gründete der St. Avolder Schriftsteller Hans Koch zusammen mit dem Metzer Schriftsteller Otto Flake und dem Colmarer Lyriker Ernst Stadler die expressionistische Zeitschrift Der Stürmer, die Zeitschrift des Vereins „Das jüngste Elsaß“. Koch lieferte ebenso Beiträge zu den Zeitschriften Die Weißen Blätter und Die Aktion.
Mit der Angliederung St. Avolds an Frankreich nach dem Ersten Weltkrieg wurde die Französischsprachigkeit stark forciert. Die seit 1871 zugewanderten Deutschen wurden, wie überall im ehemaligen Reichsland Elsaß-Lothringen, zwangsausgewiesen. Die Unterrichtssprache war nun das Französische und Deutschunterricht gab es nur noch in wenigen Stunden pro Woche. Der Religionsunterricht und die Gottesdienste blieben noch weitgehend deutschsprachig. Im Jahr 1930 veröffentlichte die gebürtige St. Avolderin Adrienne Thomas (Hertha Strauch) ihren Antikriegsroman „Die Katrin wird Soldat“ in deutscher Sprache, der sie über Nacht berühmt machte und in der Folgezeit in 16 Sprachen übersetzt wurde. In der Zeit des Nationalsozialismus zählte Thomas zu den verfemten deutschen Schriftstellern. Mit der Angliederung St. Avolds an NS-Deutschland im Jahr 1940 (CdZ-Gebiet Lothringen) wurde das Hochdeutsche wieder ausschließliche Amts- und Unterrichtssprache. Der rheinfränkische Dialekt („Platt“) wurde weiterhin von der Bevölkerung verwendet.
Mit der Angliederung St. Avolds an Frankreich nach dem Zweiten Weltkrieg wurde die Zurückdrängung der deutschen Sprachtradition massiv betrieben und der Dialektgebrauch erlebte eine lange Phase des Niedergangs. Nur im alltäglichen Sprachgebrauch der älteren Bevölkerung und in mundartlichen Theaterstücken, Liedern und Gedichten tauchte die rheinfränkische Tradition noch auf. Im Jahr 1967 wurde die deutsche Sprache als reguläre Gottesdienstsprache in St. Avold endgültig abgeschafft. Seit dem Jahr 1986 kann man in der gymnasialen Oberstufe Unterricht zum Thema „Sprache und Kultur der moselländischen Gegend“ belegen. Im Jahr 2004 legte eine Dialekt-Konferenz unter der Leitung des Sprachwissenschaftlers Albert Hudlett in St. Avold eine Charta zur Harmonisierung der Schreibweisen unterschiedliche Dialektvarianten des Rheinfränkischen fest. Aktuell organisieren mehrere kulturelle Gruppen sowie das Tourismusbüro der Stadt Saint-Avold verschiedene kulturelle Veranstaltungen zum Erhalt des rheinfränkischen „St. Avolder Platt“.

## Verkehr

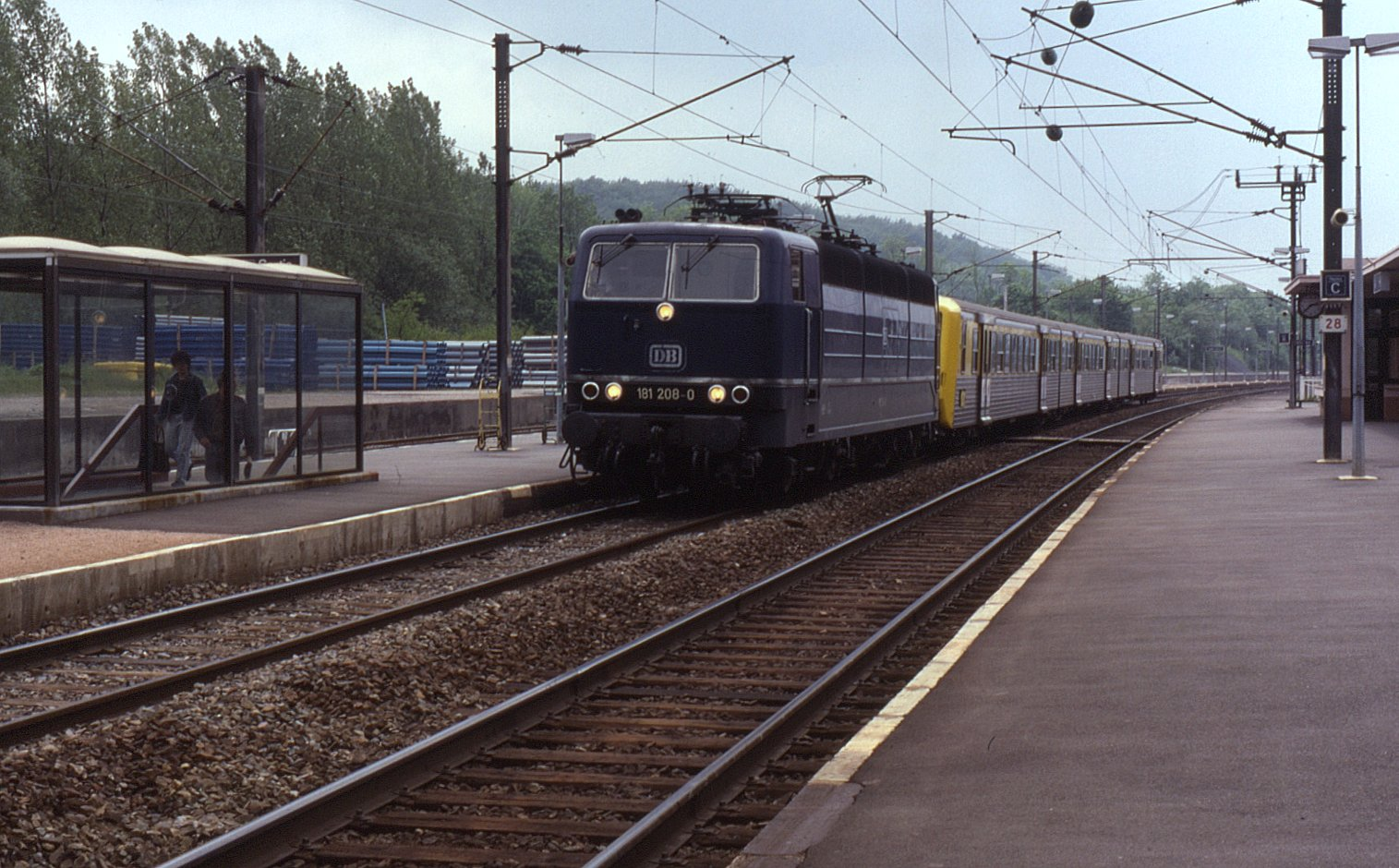
Französischer Nahverkehrszug mit Zweisystemlokomotive der Deutschen Bundesbahn im Bahnhof Saint-Avold (1991)

Der Bahnhof der Stadt liegt an der Bahnstrecke Rémilly–Stiring-Wendel, er wurde am 24. Juli 1851 von der Compagnie du chemin de fer de Paris à Strasbourg eröffnet. Aktuell wird er von Regionalzügen des TER Grand Est bedient. Im Jahr 1910 ging eine elektrische Straßenbahn (→ Straßenbahn Sankt Avold) in Betrieb. Wegen des Beginns des Zweiten Weltkriegs wurde ihr Betrieb am 1. September 1939 eingestellt, auf Anordnung der deutschen Besatzer wurde sie vom 1. Oktober 1943 bis zum 23. September 1944 nochmals reaktiviert.

## Städtepartnerschaften
Die Partnerschaft mit dem heutigen Saarbrücker Stadtteil Dudweiler im Saarland war 1964 eine der ersten deutsch-französischen Städtepartnerschaften nach dem Krieg und spielte somit eine wichtige Rolle in der Annäherung der beiden Staaten. Des Weiteren bestehen partnerschaftliche Verbindungen zu Fayetteville (North Carolina) in den Vereinigten Staaten.

## Sehenswürdigkeiten
- Die Klosterkirche St. Nabor im frühklassizistischen Stil wurde zwischen 1754 und 1769 neu errichtet. Das Bauwerk aus Buntsandstein ersetzte eine romanische Kirche aus dem 11. Jahrhundert, die zwischen 1515 und 1520 erneuert wurde.
- Die Basilika Notre-Dame-de-Bon-Secours im neoromanischem Stil wurde im Jahr 1902 fertiggestellt. Auf der Kuppel der Kirche erhebt sich das Lothringerkreuz als Symbol Lothringens.
- Die evangelische Kirche (Temple protestant) wurde im Jahr 1889 nach Plänen des Architekten Conrad Wahn errichtet, als nach dem Deutsch-Französischen Krieg deutsche Protestanten nach St. Avold zogen.
- Die Synagoge wurde nach Plänen des Metzer Architekten Roger Zonca in den Jahren 1959 bis 1960 errichtet und ersetzt die frühere Synagoge, die im Jahr 1940 unter dem NS-Regime geschändet und anschließend als Spritzenhaus der St. Avolder Feuerwehr genutzt worden war.
- Der Amerikanische Militärfriedhof von St. Avold ist mit 46 Hektar der größte US-amerikanische Soldatenfriedhof des Zweiten Weltkrieges in Europa. Er ist die Grablege von 10.489 US-Soldaten, die im Zweiten Weltkrieg bei der Eroberung des Rheins getötet wurden.

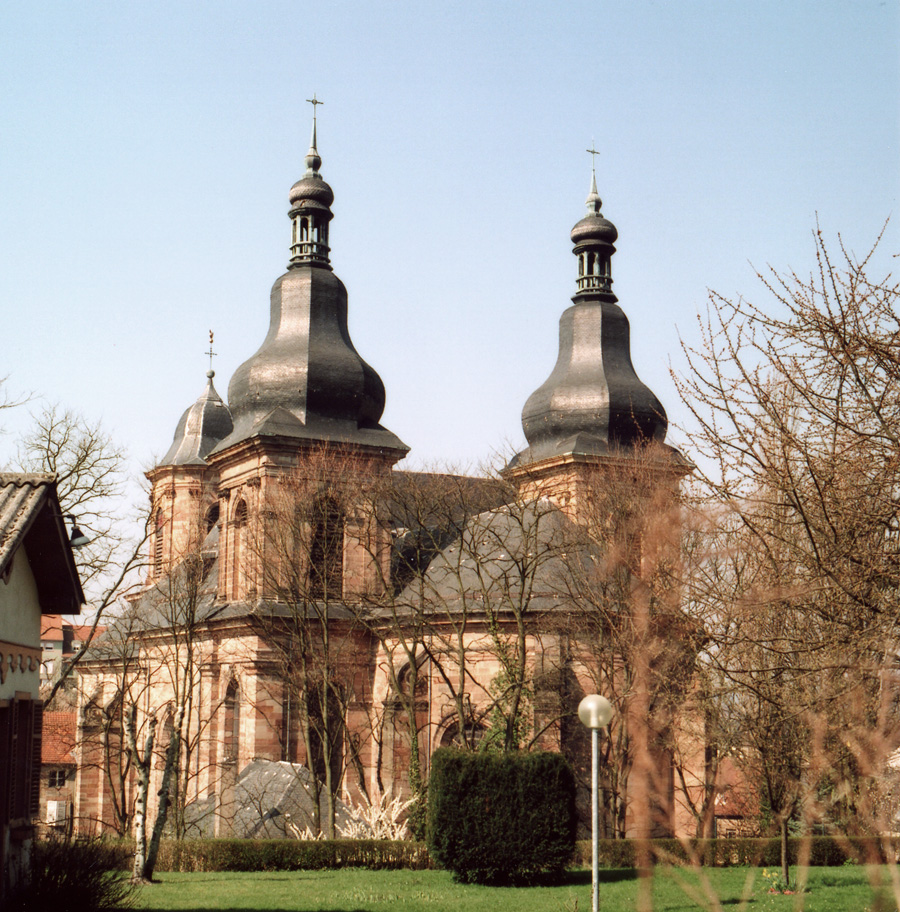
Klosterkirche Saint-Nabor
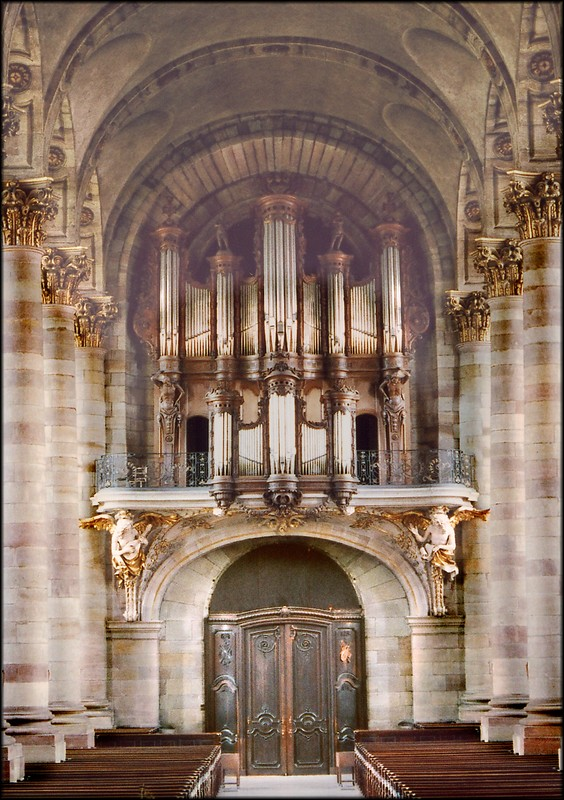
Orgel der Klosterkirche Saint-Nabor
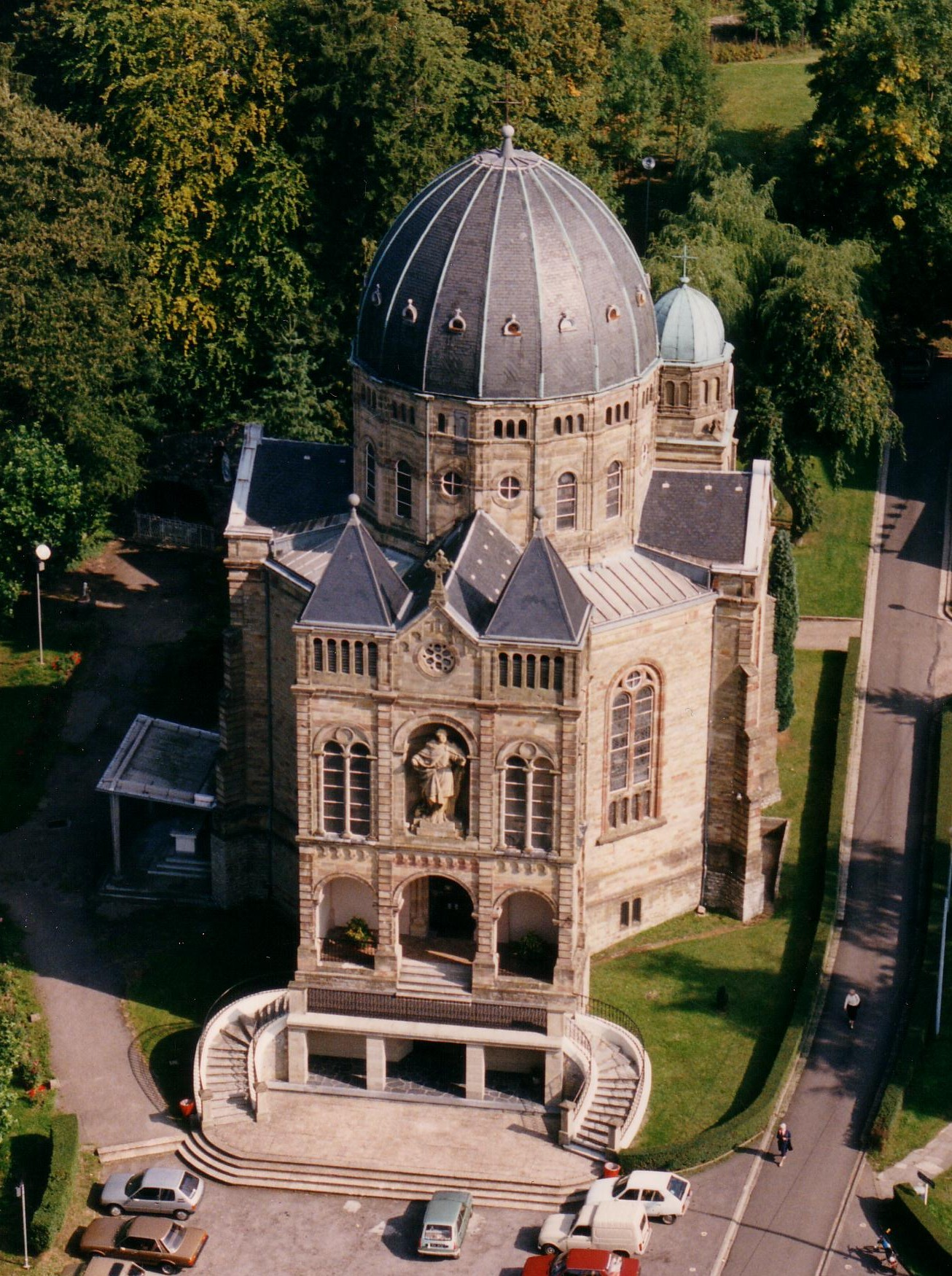
Basilika Notre-Dame-de-Bon-Secours
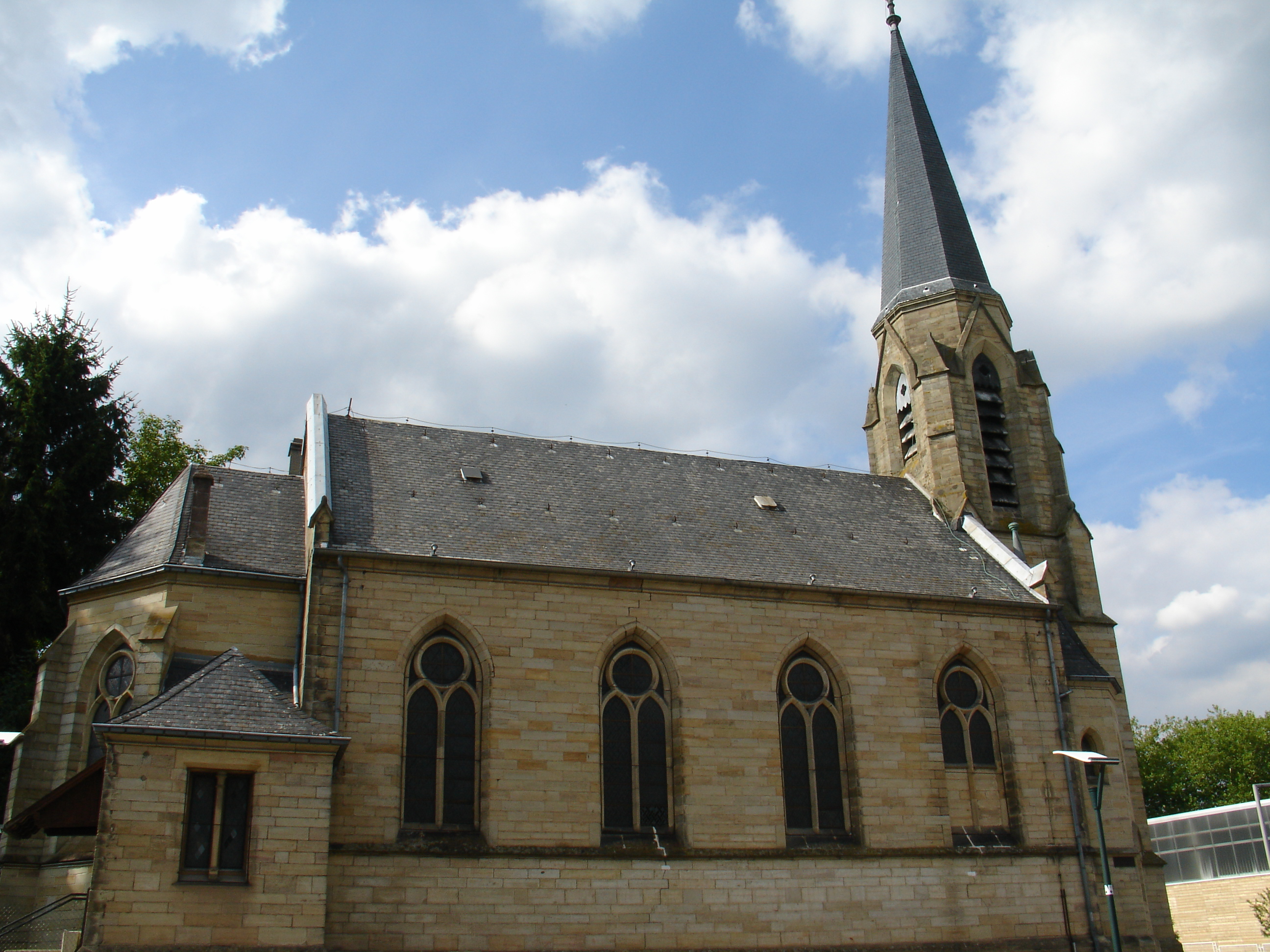
Protestantische Kirche
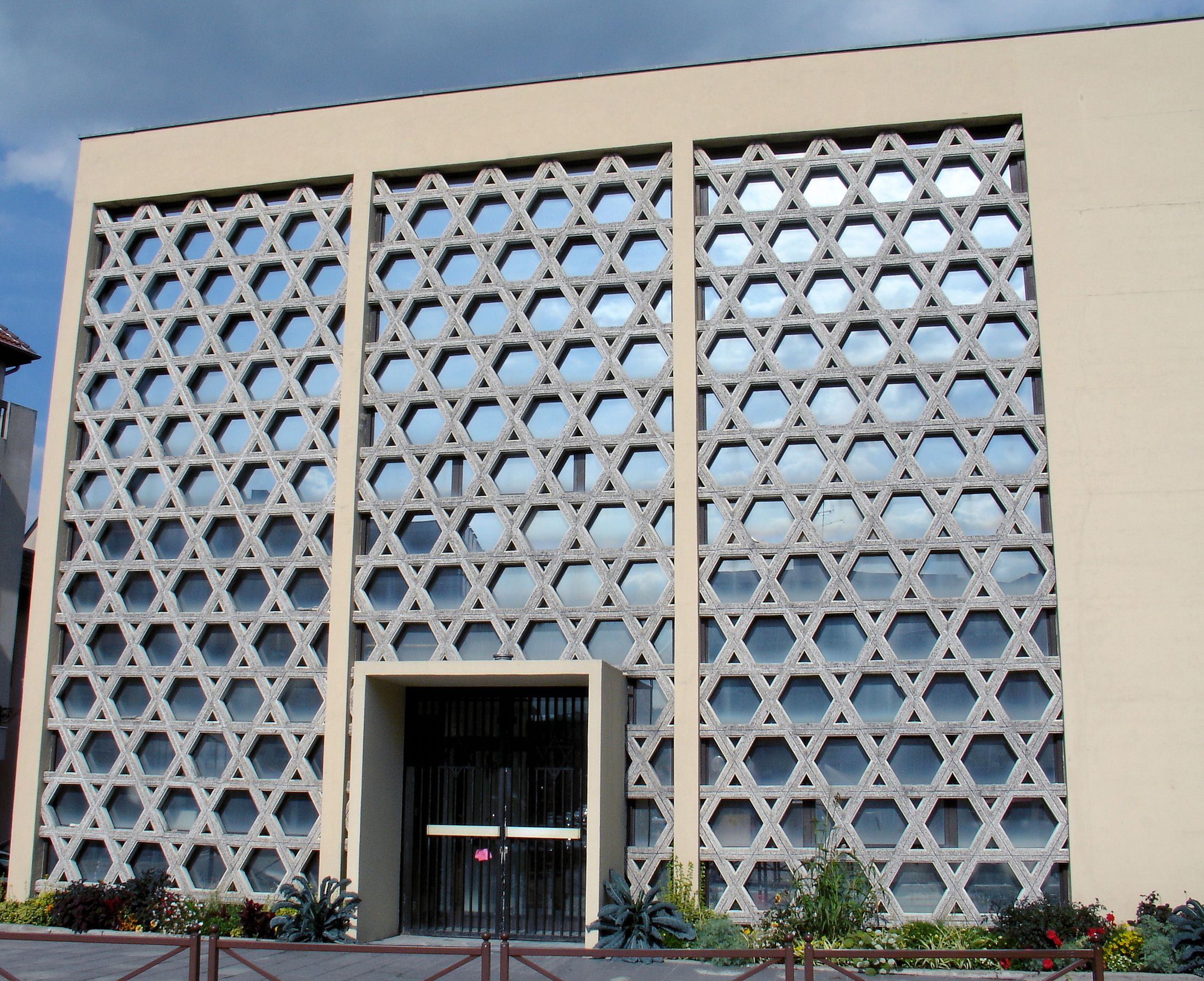
Synagoge

## Persönlichkeiten
- in chronologischer Reihenfolge -
- François d’Avrange d’Haugéranville (1745–1823), Feldmarschall
- Jacques Gounin (vor 1750 – nach 1775), Steinbildhauer und Holzschnitzer
- Charles-Ambroise Villeroy (1788–1843), Porzellanunternehmer und Gutsbesitzer
- Peter Viktor Braun (1825–1882), katholischer Priester und Ordensgründer, Seligsprechung eingeleitet.
- André Auguste Edouard Hirschauer (1857–1943), französischer Generalleutnant im Ersten Weltkrieg
- Hans Koch (1881–1952), deutscher Arzt und Schriftsteller
- Adrienne Thomas (1897–1980), deutsche Schriftstellerin
- Erich Isselhorst (1906–1948), deutscher nationalsozialistischer Beamter
- Karl Fitting (1912–1990), Jurist
- Louis-Robert Muller (* 1941), französischer Bildhauer und Medailleur
- Dorado Schmitt (* 1957), französischer Jazzmusiker
- Pascal Mayer (* 1963), Biophysiker
- Marc Possover (* 1963), Chirurg im Bereich laparoskopischer Operationen pelviner Nerven
- Florent Emilio Siri (* 1965), Filmregisseur und Drehbuchautor
- Francis Franck (* 1970), französischer Handballspieler
- Sonia Huguet (* 1975), französische Radrennfahrerin
- Christophe Walter (* 1983), französischer Fußballspieler
- Chadli Amri (* 1984), algerischer Fußballnationalspieler, u. a. 1. FSV Mainz 05
- Samy Kehli (* 1991), französischer Fußballspieler
- Brian Ochoiski (* 1999), französischer Snookerspieler
- Léo Sahin (* 2005), französisch-türkischer Fußballspieler